# Utetes tabellariae
Utetes tabellariae är en stekelart som först beskrevs av Fischer 1964.  Utetes tabellariae ingår i släktet Utetes och familjen bracksteklar. Inga underarter finns listade i Catalogue of Life.